# Aphelandra sinclairiana
Espèce
Classification APG III (2009)
Aphelandra sinclairiana est une espèce de plantes à fleurs de la famille des Acanthaceae. C'est une plante herbacée originaire du Panama et du Sud-Est du Costa Rica.